# Survivor (musikgrupp)
Survivor är ett amerikanskt rockband bildat 1978. Deras mest kända hit är "Eye of the Tiger" från 1982. Medlemmar i gruppen var Dave Bickler (sång), Jim Peterik (gitarr, keyboards) (tidigare sångare i The Ides of March), Frankie Sullivan (gitarr), Stephen Ellis (basgitarr) och Marc Droubay (trummor).
Senare slutade Dave Bickler i gruppen och Jimi Jamison (tidigare i Target och Cobra) ersatte honom som sångare och tillsammans fick de flera hits. Efter en del bråk inom gruppen kom Dave Bickler tillbaka, Jimi gjorde en del soloprojekt, innan han till sist kom tillbaka till gruppen och Dave lade av. 2006 släppte Survivor första plattan (Reach) på många år. 2006 slutade dock Jimi och gruppen fick en ny sångare vid namn Robin McAuley (tidigare Grand Prix och McAuley Schenker Group). Jim och Stephen har nu lämnat bandet, och den enda originalmedlemmen i bandet är nu Frankie Sullivan. Den 12 november 2011 meddelade Robin McAuley att han lämnar gruppen, 2 dagar senare offentliggjordes det att Jimi Jamison återigen är sångare i Survivor.I ett pressmeddelande den 17 november tillkännagavs att gruppen nu består av Jimi Jamison (sång), Frankie Sullivan (gitarr), Marc Droubay (trummor), Billy Ozzello (basgitarr) och Walter Tolentino (keyboard/gitarr). I ett pressmeddelande den 18 april 2013 annonserade gitarristen Frankie Sullivan att även Dave Bickler nu är medlem i bandet. Jimi Jamison och Dave Bickler är således för första gången båda fullvärdiga medlemmar i Survivor samtidigt. De båda sångarna turades om att sjunga på konserterna under turnén 2013. Survivor spelade på Sweden Rock Festival i Sölvesborg den 6 juni 2013, vilket var deras första spelning i Skandinavien någonsin.
Den 31 augusti 2014 gick Jimi Jamison bort vid 63 års ålder av en massiv hjärtinfarkt.
Den 2 mars 2016 fick Bickler åter sparken från bandet via sin officiella Twitter sida.

## Diskografi
Studioalbum
- 1979 – Survivor
- 1981 – Premonition
- 1982 – Eye of the Tiger
- 1983 – Caught in the Game
- 1984 – Vital Signs
- 1986 – When Seconds Count
- 1988 – Too Hot to Sleep
- 2006 – Reach

Livealbum
- 1985 – Live in Tokyo
- 2004 – Extended Versions: The Encore Collection

Singlar (i urval)
- 1982 – Eye of the Tiger
- 1984 – "I Can't Hold Back"
- 1985 – "High on You"

## Medlemmar
Nuvarande medlemmar
- Frankie Sullivan – sologitarr, bakgrundssång (1978–1988, 1993–2020)
- Billy Ozzello – basgitarr, bakgrundssång (1995–1996, 1999–2003, 2006–2020)
- Ryan Sullivan – trummor (2014–2020)
- Cameron Barton – sång (2015–2020)
- Jeffrey Bryan – keyboard, rytmgitarr, bakgrundssång (2017–2020)

Tidigare medlemmar
- Jim Peterik – keyboard, gitarr, sång (1978–1989, 1993–2006)
- Dave Bickler – sång (1978–1983, 1993–2000, 2013–2016)
- Dennis Keith Johnson – basgitarr (1978–1981)
- Gary Smith – trummor (1978–1981)
- Marc Droubay – trummor (1981—1988, 1996–2014)
- Stephan Ellis – basgitarr, sång (1981–1988, 1996–1999; död 2019)
- Jimi Jamison – sång (1984–1989, 2000–2006, 2011–2014; död 2014)
- Bill Syniar – bagitarr (1988–1989, 1993)
- Mickey Curry – trummor (1988)
- Kyle Woodring – trummor (1988–1989, 1993–1996; död 2009)
- Klem Hayes – basgitarr (1993–1994)
- Randy Riley – basgitarr (1994–1995, 2003–2005)
- Chris Grove – keyboard (1996-2008)
- Gordon Patriarca – basgitarr (1999)
- Barry Dunaway – basgitarr (2005–2006)
- Robin McAuley – sång (2006–2011)
- Michael Young – keyboard (2008–2010)
- Mitchell Sigman – keyboard, gitarr, sång (2010–2011)
- Walter Tolentino – keyboard, rytmgitarr, sång (2011–2017)